# Buch bei Frauenfeld
Buch bei Frauenfeld ist eine Ortschaft in der Gemeinde Uesslingen-Buch und war von 1803 bis 1994 eine Ortsgemeinde im Schweizer Kanton Thurgau.
Die Ortsgemeinde hiess bis 1953 Buch bei Uesslingen und war Teil der Munizipalgemeinde Uesslingen mit den Ortsgemeinden Buch bei Frauenfeld, Uesslingen und Warth. Mit der thurgauischen Gemeindereform fusionierten Buch bei Frauenfeld und Uesslingen 1995 zur politischen Gemeinde Uesslingen-Buch.

## Geographie
Das Bauerndorf Buch liegt südlich der drei Hüttwilerseen in einer sanften Mulde und umfasst Buch sowie die Weiler Trüttlikon, Hub und Horben.
Im Dorf selbst gibt es ein Restaurant sowie den einzigen Lebensmittelladen von Buch, der im Besitz der Bürgergemeinde Buch ist.
Zur Gemarkung der ehemaligen Ortsgemeinde Buch gehört der Hasensee, der sich in der Nähe der Dörfchens befinden.

## Geschichte

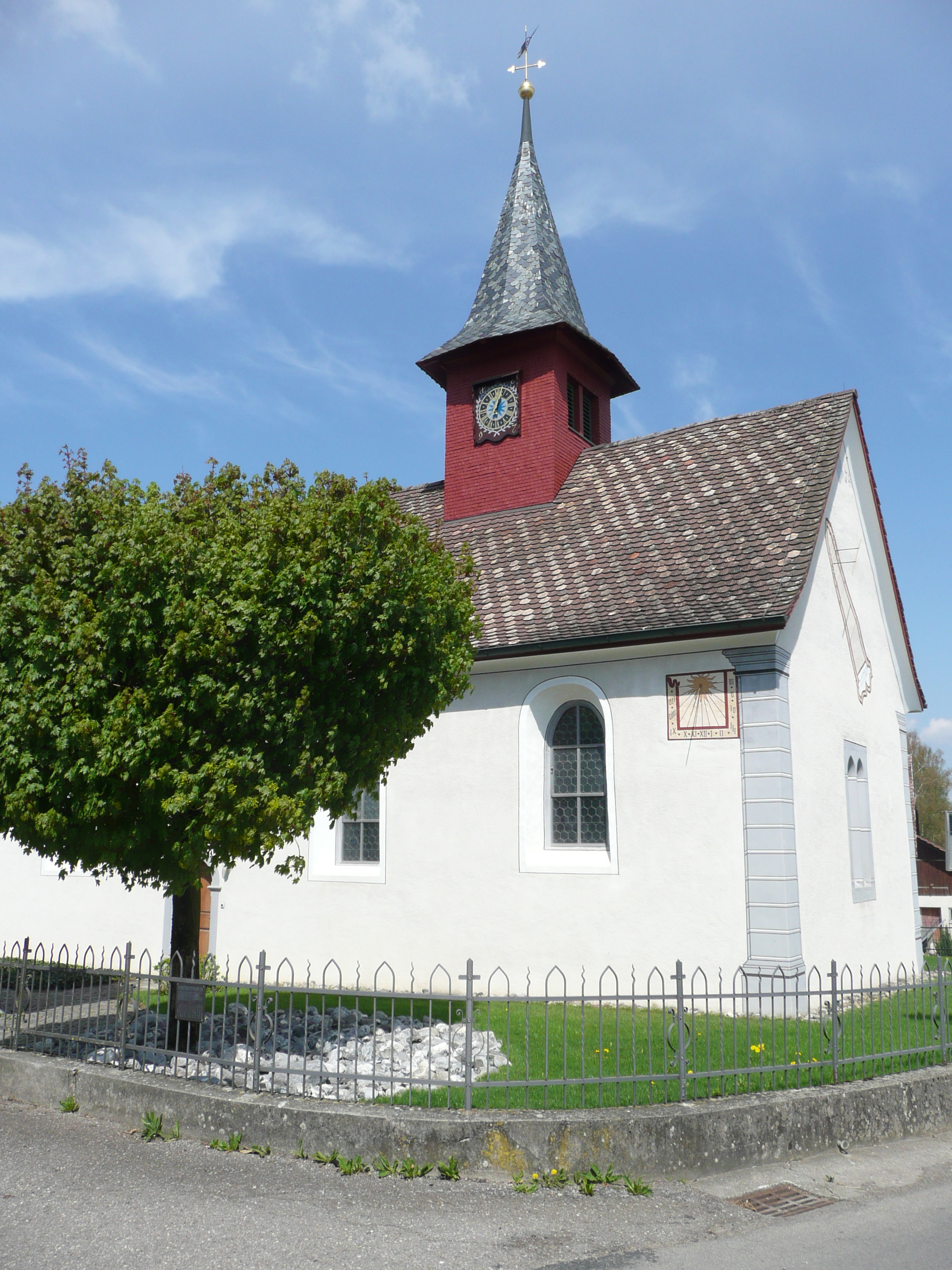
St. Sebastianskapelle

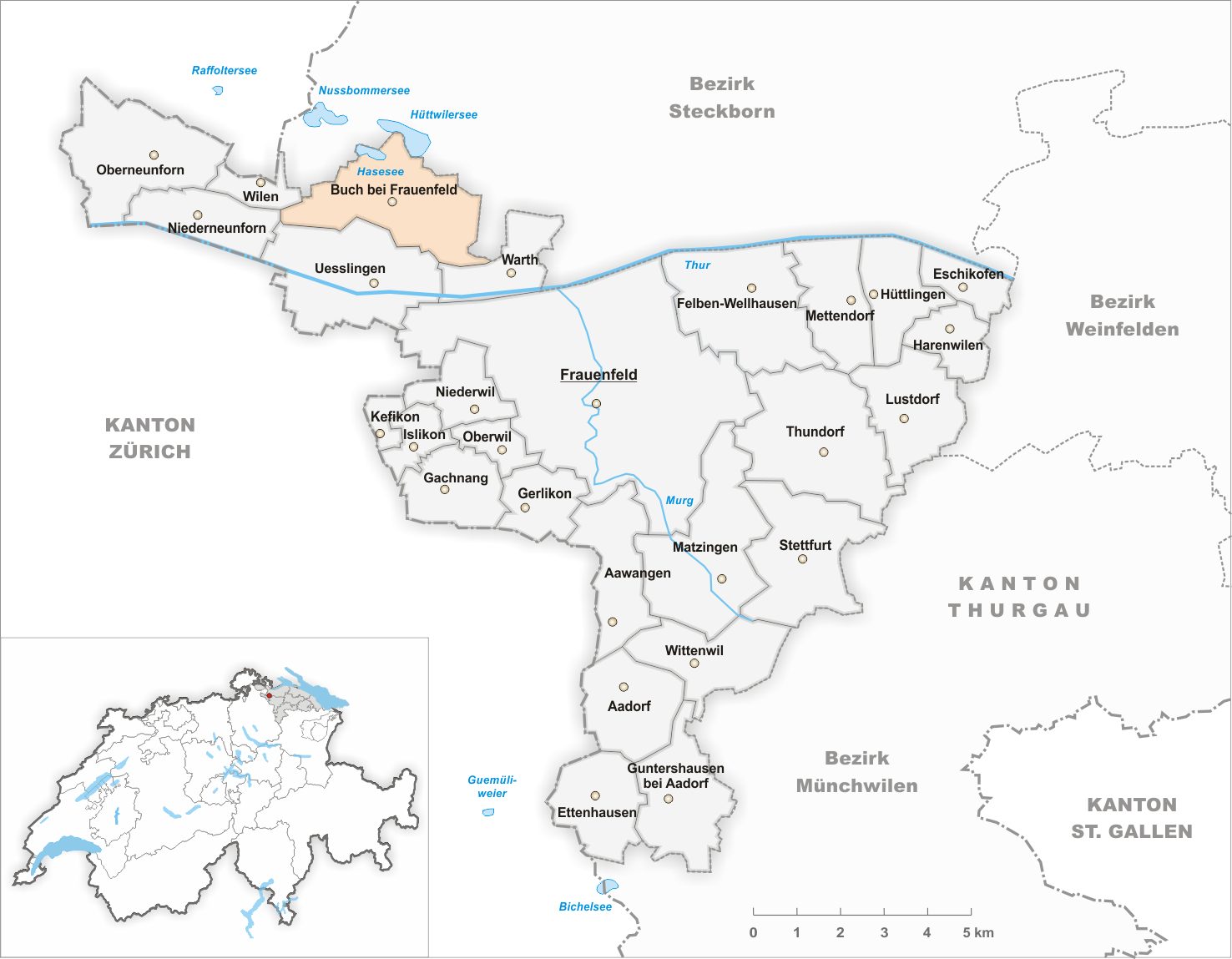
Gemeindestand vor der Fusion im Jahr 1995

Der Weiler Trüttlikon wurde 1155 als erstmals Truchtelincofen urkundlich erwähnt. Ein Hof in Buch ist ab ca. 1130 belegt und 1260 als Buoch erwähnt.
Buch bei Frauenfeld lag vom Mittelalter bis 1798 im Gericht des Klosters Ittingen und gehört seit dem Mittelalter zur Pfarrei Uesslingen. Ab dem 11. Jahrhundert dürfte eine Kapelle bestanden haben. Ihr Nachfolgebau, die vermutlich um 1300 entstandene Sebastianskapelle, wurde durch die 1938 entdeckten hochgotischen Fresken bekannt.
Wichtigster Erwerbszweig ist die Landwirtschaft. Bis ins 19. Jahrhundert war der Rebbau von Bedeutung, im 20. Jahrhundert die Milchwirtschaft mit der 1912 gegründeten Käsereigenossenschaft sowie der Obst- und Ackerbau. 1990 waren 73 % der in Buch erwerbstätigen Personen im ersten Wirtschaftssektor beschäftigt. 1980 wurde eine umfassende Melioration durchgeführt.

## Wappen
Blasonierung: In Weiss mit zwei gekreuzten schwarzen Pfeilen mit weissen Blutrinnen.
Die Pfeile verweisen auf den Mittelpunkt von Buch, die dem heiligen Sebastian geweihte Kapelle. Die Farben Schwarz und Weiss offenbaren die einstige Zugehörigkeit zur Gerichtsherrschaft der Kartause Ittingen.

## Bevölkerung
| Bevölkerungsentwicklung Buch bei Frauenfeld | Bevölkerungsentwicklung Buch bei Frauenfeld | Bevölkerungsentwicklung Buch bei Frauenfeld | Bevölkerungsentwicklung Buch bei Frauenfeld | Bevölkerungsentwicklung Buch bei Frauenfeld | Bevölkerungsentwicklung Buch bei Frauenfeld | Bevölkerungsentwicklung Buch bei Frauenfeld | Bevölkerungsentwicklung Buch bei Frauenfeld |       |
| ------------------------------------------- | ------------------------------------------- | ------------------------------------------- | ------------------------------------------- | ------------------------------------------- | ------------------------------------------- | ------------------------------------------- | ------------------------------------------- | ----- |
| Jahr                                        | 1850                                        | 1900                                        | 1950                                        | 1990                                        | 2000                                        | 2010                                        | 2018                                        | 2023  |
| Ortsgemeinde                                | 380                                         | 305                                         | 331                                         | 333                                         |                                             |                                             |                                             |       |
| Ortschaft                                   |                                             |                                             |                                             |                                             | 170                                         | 200                                         | 340                                         | 320   |
| Quelle                                      | [ 4 ]                                       | [ 4 ]                                       | [ 4 ]                                       | [ 4 ]                                       | [ 6 ]                                       | [ 7 ]                                       | [ 2 ]                                       | [ 8 ] |

Von den insgesamt 320 Einwohnern der Ortschaft Buch bei Frauenfeld am 31. Dezember 2023 waren 22 bzw. 6,9 % ausländische Staatsbürger. 146 (45,6 %) waren evangelisch-reformiert und 83 (25,9 %) römisch-katholisch.

## Sehenswürdigkeiten

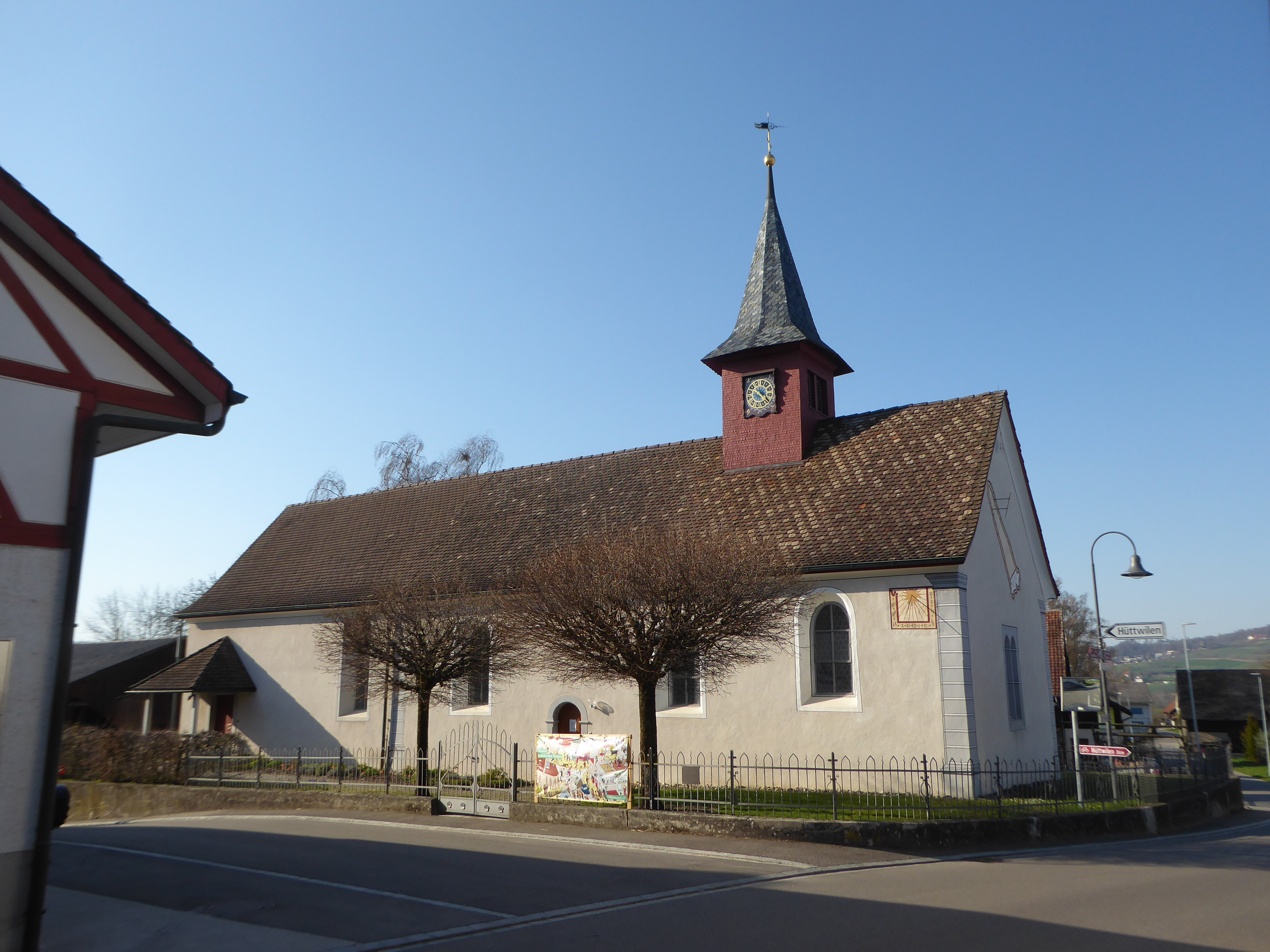
Kapelle St. Sebastian

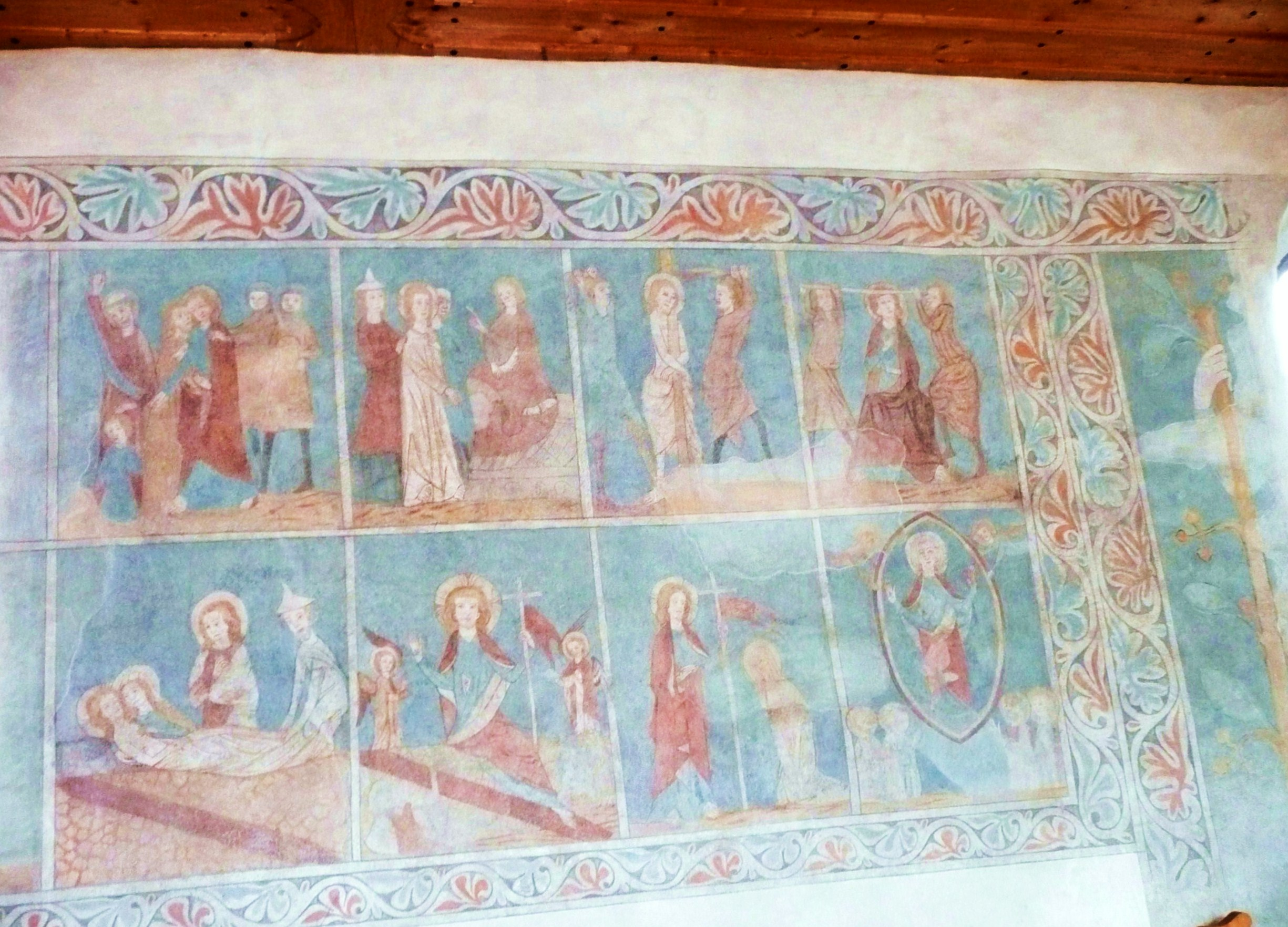
Malerei in der St.-Sebastians-Kapelle

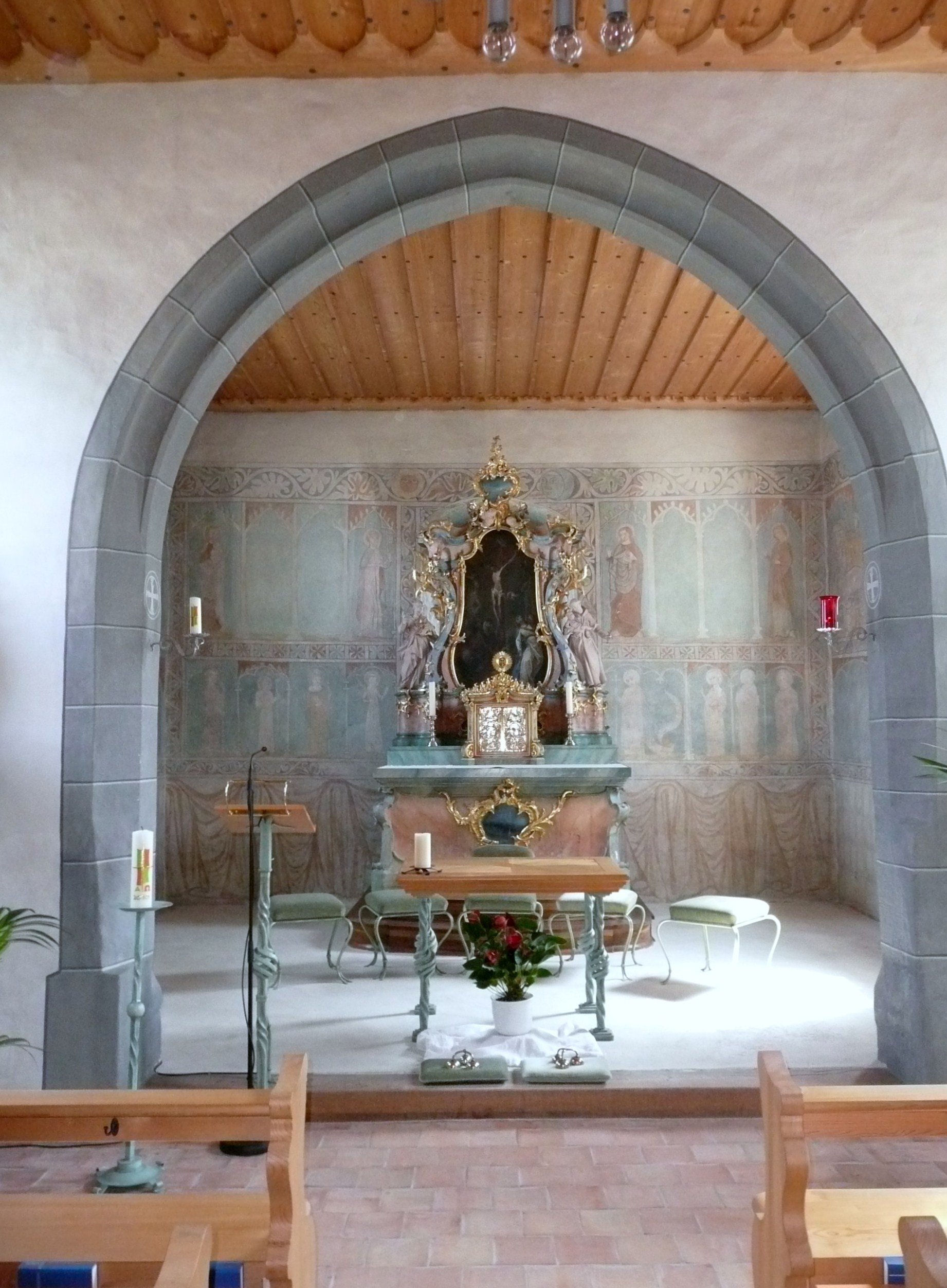
Altar in Kapelle St. Sebastian

Das älteste Gebäude in Buch ist die Sebastianskapelle. 1461 wurde sie erstmals urkundlich erwähnt, ist aber um viele Jahrhunderte älter. Die gotischen Wandmalereien entstanden um 1320 und zeigen verschiedene Bilder der Passion und der Verherrlichung Christi. Diese Fresken wurden bei der Renovation der Kapelle 1938 wiederentdeckt und restauriert. Die Kapelle steht unter eidgenössischem Denkmalschutz und ist in der Liste der Kulturgüter in Uesslingen-Buch aufgeführt.
Der Weiler Trüttlikon ist im Inventar der schützenswerten Ortsbilder der Schweiz aufgeführt. Die Ruine Helfenberg befindet sich auf dem Weg zum Hüttwilersee.